# 하나포스 센게임 MSL 2004
하나포스 센게임 MSL 2004(3th Hanafos Cengame MSL 2004, 센게임 MSL)은 MBC게임의 3차 MSL이며 KPGA투어까지 합하면 11번째 MSL이다.

## 리그본문
- 리그기간 : 2004년 1월 8일 ~ 2004년 4월 18일[1]

- 스폰서 캐치 프레이즈
  - 거부할 수 없는 짜릿한 한 판 승부!

- 리그방식
  - 지난시즌 우승자 최연성외 8명 + 예선진출자 8명의 선수로 구성된다.
  - 대진 방식, 경기 수 등은 지난 시즌과 동일하다.

- 특이사항
  - MSL 최초로 메이저 대회에 프로토스는 강민 단 1명 진출[2]
  - 각 리그 결승전을 이틀에 걸쳐 치르는 챔피언스데이 실시
  - 우승상금이 2500만원으로 상승.
  - 미네랄을 뚫어 새로운 길을 확보하는 식의 컨셉을 사용한 맵등장(Detonation)[3]
  - 결승전 장소 : 서울 장충체육관
  - MSL 유일한 테란vs테란전 결승
  - SK텔레콤 T1, 4Union을 인수해 재창단한 후 첫 개인리그 우승자 배출[4]
  - 최연성, MSL 2회 우승
  - 최연성, MSL 2연속 우승

### 예선전
지난시즌에 12명의 선수가 진출했지만, MSL 2차 마이너리그에서 8명의 선수가 진출했다.
| 마이너리그 진출자              | 리그결정전 진출자            |
| ------------------------------ | ---------------------------- |
| 서지훈, 김정민, 김현진, 주진철 | 나경보, 박신영, 조용호, 강민 |

### 본선

#### 16강전
- 16강은 A그룹과 B그룹으로 나뉘어 2주간 치러서 승자조와 패자조를 가렸다.

| 조  | 1경기  | 1경기  | 2경기  | 2경기  | 패자조 1R | 패자조 1R | 승자조 1R | 승자조 1R | 패자조 2R | 패자조 2R |
| A조 | 최연성 | 한승엽 | 강민   | 나경보 | 한승엽    | 나경보    | 최연성    | 강민      | 강민      | 한승엽    |
| B조 | 이병민 | 박신영 | 심소명 | 김현진 | 박신영    | 김현진    | 이병민    | 심소명    | 심소명    | 김현진    |
| C조 | 홍진호 | 조용호 | 김정민 | 최인규 | 조용호    | 최인규    | 홍진호    | 김정민    | 홍진호    | 조용호    |
| D조 | 이윤열 | 서지훈 | 장진수 | 주진철 | 서지훈    | 주진철    | 이윤열    | 장진수    | 장진수    | 주진철    |

#### 8강전
| 경기명     | 1경기  | 1경기 | 1경기  | 1경기 | 2경기  | 2경기 | 2경기  | 2경기 |
| 패자4강 3R | 강민   | 2     | 김현진 | 0     | 조용호 | 2     | 주진철 | 0     |
| 승자4강    | 최연성 | 2     | 이병민 | 1     | 이윤열 | 1     | 김정민 | 2     |
| 패자4강 4R | 강민   | 2     | 이병민 | 1     | 조용호 | 1     | 이윤열 | 2     |

#### ~ 결승전
|  | 승자조 결승, 패자조 준결승 | 승자조 결승, 패자조 준결승 | 승자조 결승, 패자조 준결승 |   |  | 패자조 결승 | 패자조 결승 | 패자조 결승 |  |        | 최종 결승전 | 최종 결승전 | 최종 결승전 |
|  |                            |                            |                            |   |  |             |             |             |  |        |             |             |             |
|  |                            | 최연성                     | 2                          |   |  |             |             |             |  |        |             |             |             |
|  |                            | 김정민                     | 0                          |   |  |             |             |             |  |        |             | 최연성      | 3           |
|  |                            |                            |                            |   |  | 김정민      | 1           |             |  | 이윤열 | 2           |             |             |
|  |                            |                            | 이윤열                     | 3 |  |             |             |             |  |        |             |             |             |
|  |                            | 강민                       | 1                          |   |  |             |             |             |  |        |             |             |             |
|  |                            | 이윤열                     | 2                          |   |  |             |             |             |  |        |             |             |             |

| 하나포스 센게임 MSL 2004 우승 |
| ----------------------------- |
| 최연성 (두 번째, 2연속 우승)  |

- 우승 : 최연성, 준우승 : 이윤열, 3위 : 김정민, 4위 : 강민